# Gretchen Bleiler
Gretchen Bleiler (Toledo, 10 april 1981) is een voormalig snowboardster uit de Verenigde Staten. Ze vertegenwoordigde haar vaderland op de Olympische Winterspelen 2006 in Turijn en de Olympische Winterspelen 2010 in Vancouver. Verder won ze vier gouden medailles (2003, 2005, 2008, 2010) en één zilveren medaille (2007) op het onderdeel halfpipe tijdens de Winter X Games.
Bleiler kon niet deelnemen aan het seizoen 2003/2004 door een gescheurde kruisband. Ze nam opnieuw niet mee aan wedstrijden in het seizoen 2007/2008, echter dit keer was het haar eigen keuze. Bleiler besloot een jaar vrij te nemen en de wereld in te trekken, waardoor ze door National Geographic werd uitgeroepen tot avonturier van het jaar (2008).
In de zomer van 2012 brak ze haar oogkas en neus na een val tijdens een trampolinetraining, hierbij liep ze ook een hersenschudding op en had ze langdurig last van dubbelzicht. Ze kwam weer terug in de topsport, echter lukte het haar niet om compleet te herstellen. Toen het haar vervolgens ook niet lukte om zich te kwalificeren voor het olympische team van 2014 besloot ze zich terug te trekken uit de topsport en zich meer te richten op haar milieu gerelateerde werk.
Na haar topsportcarrière deed Bleiler verschillende dingen, zo is ze sportcommentator, model en milieu advocaat, heeft ze haar eigen snowboardkleding en snowboardaccessoires lijn en zit ze in het bestuur van verschillende milieu organisaties.

## Resultaten

### Snowboarden

#### Olympische Winterspelen
| Jaar | Plaats    | Resultaten   |
| ---- | --------- | ------------ |
| 2006 | Turijn    | Halfpipe     |
| 2010 | Vancouver | 11e Halfpipe |

### Wereldkampioenschappen
| Jaar | Plaats               | Resultaten   |
| ---- | -------------------- | ------------ |
| 2001 | Madonna di Campiglio | 11e Halfpipe |
| 2007 | Arosa                | 20e Halfpipe |

#### Wereldbeker
Eindklasseringen
| Seizoen   | Algemeen           | Parallel         | Freestyle          | Halfpipe           |
| --------- | ------------------ | ---------------- | ------------------ | ------------------ |
| 1998/1999 | 106e 32,00 punten  |                  |                    | 42e 260,00 punten  |
| 1999/2000 | 97e 36,00 punten   | -                |                    | 36e 400,00 punten  |
| 2000/2001 | 46e 197,00 punten  |                  |                    | 15e 1770,00 punten |
| 2001/2002 | -                  | -                |                    | 20e 1400,00 punten |
| 2002/2003 | -                  | -                |                    | 24e 800,00 punten  |
| 2004/2005 |                    | -                |                    | 8e 1800,00 punten  |
| 2005/2006 | 74e 1000,00 punten | -                |                    | 30e 1000,00 punten |
| 2006/2007 | 24e 2000,00 punten | -                |                    | 5e 2000,00 punten  |
| 2008/2009 | 60e 1100,00 punten | -                |                    | 21e 1100,00 punten |
| 2009/2010 | 85e 600,00 punten  | -                |                    | 26e 600,00 punten  |
| 2012/2013 |                    | 159e 0,00 punten | 70e 150,00 punten  | 41e 150,00 punten  |
| 2013/2014 |                    | 76e 0,00 punten  | 11e 1200,00 punten | 7e 1200,00 punten  |

| - | Dit seizoen niet deelgenomen aan dit onderdeel. |
|   | Onderdeel werd dit seizoen niet gehouden.       |

Wereldbekerzeges
| Datum            | Plaats       | Onderdeel |
| ---------------- | ------------ | --------- |
| 25 februari 2001 | Asahikawa    | Halfpipe  |
| 10 februari 2005 | Bardonecchia | Halfpipe  |
| 11 maart 2006    | Lake Placid  | Halfpipe  |
| 23 november 2006 | Saas-Fee     | Halfpipe  |
| 10 maart 2007    | Lake Placid  | Halfpipe  |

#### Noord-Amerikabeker
Eindklasseringen
| Seizoen   | Halfpipe          |
| --------- | ----------------- |
| 2004/2005 | 5e 500,00 punten  |
| 2005/2006 | · 1400,00 punten  |
| 2007/2008 | · 500,00 punten   |
| 2008/2009 | · 774,00 punten   |
| 2009/2010 | · 1150,00 punten  |
| 2011/2012 | 11e 160,00 punten |

Noord-Amerikabekerzeges
| Datum            | Plaats           | Onderdeel |
| ---------------- | ---------------- | --------- |
| 17 december 2005 | Breckenridge     | Halfpipe  |
| 7 januari 2006   | Mount Bachelor   | Halfpipe  |
| 15 december 2007 | Breckenridge     | Halfpipe  |
| 10 januari 2010  | Mammoth Mountain | Halfpipe  |